# 조지프 컬프
조지프 컬프(영어: Joseph Culp, 1963년 1월 9일 ~ )는 미국의 배우이다. 로저 코먼의 1994년작 미공개 영화 《판타스틱 포》에서 악당 닥터 둠 역을 연기했다.

## 출연 작품
- 웰컴 투 더 맨즈 그룹 (2016)
- 매드 맨 3 (2009)
- 바다스 (2003)
- 다크 썸머 (2000)
- 체이스 맨 (1996)
- 파이어스톰 (1995)
- 시크릿 라이프 오브 하우스 (1994)
- 울프 캅 (1993)
- 드림 러버 (1986)